# Tadeusz Żaczek
Tadeusz Żaczek (ur. 23 maja 1958 w Białej Podlaskiej) – polski artysta fotograf. Członek rzeczywisty Okręgu Lubelskiego Związku Polskich Artystów Fotografików.

## Życiorys
Tadeusz Żaczek jest absolwentem Politechniki Częstochowskiej (Wydział Budowy Maszyn) oraz Studium Fotografii ZPAF (1981), związany z lubelskim środowiskiem fotograficznym – mieszka, pracuje, tworzy w Białej Podlaskiej. Zawodowo fotografuje od połowy lat 80. XX wieku. Uprawnienia czeladnicze z zakresu fotografii uzyskał w 1988. Zajmuje się fotografią architektury, fotografią dokumentalną, fotografią krajobrazową oraz fotografią reportażową. Miejsce szczególne w jego twórczości zajmuje fotografia dokumentująca specyfikę i nostalgię polskiego prawosławia. Od 1979 do 1988 był instruktorem fotografii w Młodzieżowym oraz Wojewódzkim Domu Kultury w Białej Podlaskiej, w latach 1989–2001 był fotografem w Muzeum Południowego Podlasia w Białej Podlaskiej, w latach 1991–1993 był fotoreporterem bialskopodlaskiego oddziału Gazety Wyborczej. Był fotoreporterem współpracującym z tygodnikiem Słowo Podlasia.
Tadeusz Żaczek jest autorem, współautorem wielu wystaw fotograficznych; indywidualnych, zbiorowych, poplenerowych oraz pokonkursowych – na których otrzymał wiele akceptacji, nagród, wyróżnień, dyplomów, listów gratulacyjnych. Jest autorem kilkudziesięciu wystaw indywidualnych, prezentowanych w Polsce i za granicą. Jego fotografie były publikowane w wielu albumach fotograficznych, poświęconych Lubelszczyźnie oraz Podlasiu. Jest członkiem rzeczywistym Okręgu Lubelskiego Związku Polskich Artystów Fotografików (legitymacja nr 949). W 2008 roku został przyjęty w poczet członków Fotoklubu Rzeczypospolitej Polskiej Stowarzyszenia Twórców. Decyzją Komisji Kwalifikacji Zawodowych Fotoklubu RP, otrzymał dyplom potwierdzający kwalifikacje do wykonywania zawodu artysty fotografa, fotografika (legitymacja nr 239). W działalności Fotoklubu RP uczestniczył do 2021.

## Wystawy indywidualne
- Muzeum Narodowe – Gdańsk 1999
- Departamenty: Deux –Sèvres i Vendée – Francja 2003
- Muzeum Uniwersytetu Wrocławskiego – Wrocław 2004
- Galeria Pod Atlantami – Wałbrzych 2008
- Państwowe Muzeum Etnograficzne – Warszawa 2008
- Muzeum Lubelskie – Lublin 2009
- Biennale Fotografii – Poznań 2009
- Galeria Wozownia – Toruń 2011
- Galeria 2piR – Poznań 2011
- Filharmonia Świętokrzyska – 2013
- Galeria B&B – Bielsko Biała 2014
- Warszawski Festiwal Fotografii Artystycznej – Warszawa 2015
- Galeria Kordegarda NCK – Warszawa 2016
- Galeria Gaude Mater – Częstochowa 2016
- Galeria Saska – Lublin 2019[22]
- Galeria Fotografii FORMATY – Radom 2025[23]

Źródło

## Wybrane publikacje (albumy)
- 100 najpiękniejszych miejsc Ziemi Lubelskiej i Ziemi Bialskiej
- Między Wisłą a Bugiem
- Ziemia Bialska, Lubelszczyzna
- Biała Podlaska

Źródło